# Solanum guineense
Solanum guineense är en potatisväxtart som beskrevs av Carl von Linné. Solanum guineense ingår i släktet skattor som ingår i familjen potatisväxter. Inga underarter finns listade i Catalogue of Life.